# Barbara Špiler
Barbara Špiler (ur. 2 stycznia 1992 w Brežicach) – słoweńska lekkoatletka specjalizująca się w rzucie młotem.
Jej brat Marko także jest lekkoatletą (kulomiotem), a siostra Polonca uprawia strzelectwo.

## Osiągnięcia
- brązowy medal mistrzostw świata juniorów młodszych (Ostrawa 2007)
- 4. miejsce podczas mistrzostw świata juniorów (Bydgoszcz 2008)
- złoto mistrzostw świata juniorów młodszych (Bressanone 2009)
- złoty medal europejskiego festiwalu młodzieży (Tampere 2009)
- 3. miejsce w kategorii U23 podczas zimowego pucharu Europy w rzutach (Arles 2010)
- srebro mistrzostw świata juniorów (Moncton 2010)
- mistrzostwo Europy juniorek (Tallinn 2011)
- srebrny medal młodzieżowych mistrzostw Europy (Tampere 2013)
- wielokrotna mistrzyni i siedmiokrotna[2] rekordzistka kraju

Zawodniczka brała udział w igrzyskach olimpijskich w Londynie (2012). W eliminacjach zajęła 29. lokatę i nie awansowała do finału.

## Rekordy życiowe
- rzut młotem – 71,25 (2012) rekord Słowenii